# Lidija Dauguvietytė
Lidija Dauguvietytė   (Dauguviečiai, 19 de maig de 1883 - Vílnius, 27 de maig de 1955) pianista i pedagoga lituana.
De 1918 fins 1922, va dirigir la classe de piano de l'Escola de Música de Sant Petersburg, va estudiar mètode psicofisiològic i després ho va aplicar en la pràctica pedagògica. De 1922 a 1933, va ser professora a l'Escola de Música de Kaunas, de 1933 a 1940, al Conservatori de la mateixa ciutat, de 1940 a 1945, de l'Escola de Música de Vilnius, de 1946 a 9449, al Conservatori de Vilnius, de 1949 a 1955 al Conservatori de Lituània. Va actuat a Sant Petersburg, Kaunas etc..
En totes aquestes places de pedagoga, va tenir alumnes com: Antanas Budriūnas, Julius Gaidelis, Andrius Kuprevičius o Algis Šimkus.